# Fußball-Weltmeisterschaft 2018/Kolumbien
Dieser Artikel behandelt die kolumbianische Fußballnationalmannschaft bei der Fußball-Weltmeisterschaft 2018. Kolumbien konnte sich erst am letzten Spieltag der Südamerika-Qualifikation qualifizieren. Die Mannschaft nahm zum sechsten Mal teil. Bei der letzten WM hatte Kolumbien erstmals das Viertelfinale erreicht und den Torschützenkönig gestellt.

## Qualifikation
Die Mannschaft qualifizierte sich über die Qualifikation des südamerikanischen Fußballverbandes CONMEBOL.

### Spiele

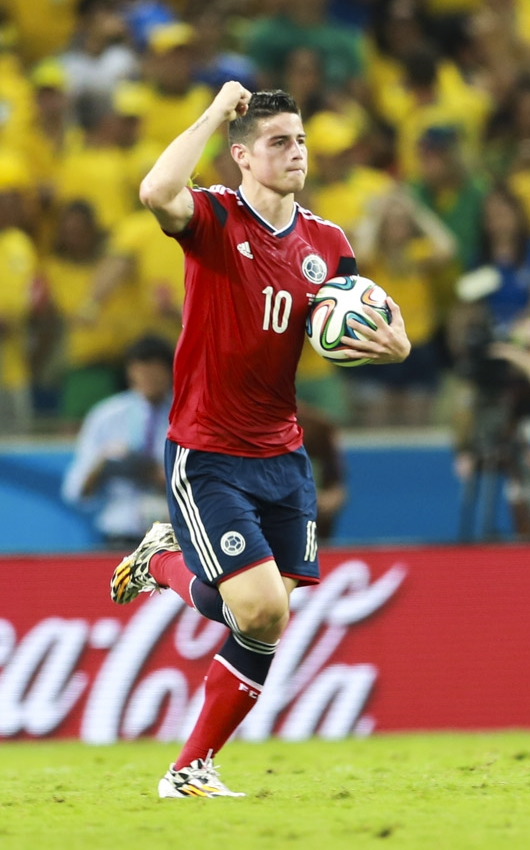
James, bester Torschütze der Kolumbianer in der Qualifikation

Kolumbien vertraute in der Qualifikation weiterhin auf den Argentinier José Pékerman, der die Mannschaft schon zur vorherigen WM und dort bis ins Viertelfinale geführt hatte. Die Kolumbianer begannen mit einem 2:0-Heimsieg in Barranquilla, wo sie alle ihre Heimspiele austrugen, gegen Peru. Danach konnten sie aber dreimal nicht gewinnen und nur einen Punkt holen. 2016 gewannen sie die ersten drei Spiele, verloren dann aber in Brasilien. Nach einem 1:0 in Paraguay, das erst in der Nachspielzeit fiel, folgten zwei Remis gegen Uruguay und Chile und eine Niederlage in Argentinien. 2017 begannen sie mit zwei Siegen und hätten nach zwei Remis gegen Venezuela und die bereits qualifizierten Brasilianer am vorletzten Spieltag durch einen Heimsieg gegen Paraguay das WM-Ticket buchen können. In der 80. Minute brachte dann Falcao die Kolumbianer in Führung, acht Minuten Später konnte Paraguay aber ausgleichen und in der Nachspielzeit noch das Spiel komplett drehen, womit sich auch Paraguay wieder ins Rennen um eines der WM-Tickets brachte. Damit war die direkte Qualifikation für Kolumbien verpasst und am letzten Spieltag kämpften noch sechs Mannschaften um drei direkte WM-Tickets. Kolumbien qualifizierte sich letztlich durch ein 1:1 in Peru, wobei James seine Mannschaft in der 55. Minute in Führung brachte, Torhüter David Ospina 22 Minuten später die Sache aber durch ein Eigentor noch mal spannend machte. Letztlich blieb es beim 1:1 und da Chile in Brasilien und Paraguay daheim gegen Schlusslicht Venezuela verlor, reichte dieses Remis zur direkten Qualifikation. Für Peru bedeutete das Remis den fünften Platz und damit den Weg über die interkontinentalen Playoffs, in denen sie sich gegen Neuseeland als letzte Mannschaft für die WM qualifizierten. Bei einer Niederlage mit einem Tor Differenz hätte Kolumbien in die Playoffs gemusst und Peru wäre direkt qualifiziert gewesen, bei drei Toren Differenz wäre nur der sechste Platz herausgesprungen.
Insgesamt wurden 45 Spieler in den 18 Spielen eingesetzt, davon zehn nur einmal. Nur Torhüter David Ospina kam in allen Spielen zum Einsatz und verpasste keine Minute. Auf 15 Spiele brachten es Carlos Sánchez, der einmal nach der zweiten gelben Karte pausieren musste, Edwin Cardona und Juan Cuadrado, der einmal nach einer roten – erhalten in der Nachspielzeit beim 0:3 gegen Uruguay – und einmal nach der zweiten gelben Karte zwangsweise pausieren musste. Bester Torschütze war James, der Torschützenkönig der letzten WM, mit sechs Toren, der verletzungsbedingt aber nur in dreizehn Spielen zum Einsatz kam. Rekordtorschütze Falcao kam nur in acht Spielen zum Einsatz, in denen er zwei Tore erzielte. Insgesamt erzielten zehn Spieler die Tore für Kolumbien, zudem profitierten sie von einem Eigentor eines brasilianischen Spielers, das aber das Ergebnis nicht beeinflusste.
| Datum      | Spielort          | Gastgeber   |   | Gast        | Ergebnis  | Torschützen für Kolumbien                             |
| ---------- | ----------------- | ----------- | - | ----------- | --------- | ----------------------------------------------------- |
| 08.10.2015 | Barranquilla      | Kolumbien   | – | Peru        | 2:0 (1:0) | Teófilo Gutiérrez (35.), Edwin Cardona (90.+4)        |
| 13.10.2015 | Montevideo        | Uruguay     | – | Kolumbien   | 3:0 (1:0) |                                                       |
| 12.11.2015 | Santiago de Chile | Chile       | – | Kolumbien   | 1:1 (1:0) | James (67.)                                           |
| 17.11.2015 | Barranquilla      | Kolumbien   | – | Argentinien | 0:1 (0:1) |                                                       |
| 24.03.2016 | La Paz            | Bolivien    | – | Kolumbien   | 2:3 (0:2) | James (9.), Carlos Bacca (40.), Edwin Cardona (90.+1) |
| 29.03.2016 | Barranquilla      | Kolumbien   | – | Ecuador     | 3:1 (1:0) | Carlos Bacca (7., 66.), Sebastián Pérez (48.)         |
| 01.09.2016 | Barranquilla      | Kolumbien   | – | Venezuela   | 2:0 (1:0) | James (46.), Macnelly Torres (80.)                    |
| 06.09.2016 | Manaus            | Brasilien   | – | Kolumbien   | 2:1 (1:1) | Eigentor Brasilien                                    |
| 06.10.2016 | Asunción          | Paraguay    | – | Kolumbien   | 0:1 (0:0) | Edwin Cardona (90.+2)                                 |
| 11.10.2016 | Barranquilla      | Kolumbien   | – | Uruguay     | 2:2 (1:1) | Abel Aguilar (16.), Yerry Mina (85.)                  |
| 10.11.2016 | Barranquilla      | Kolumbien   | – | Chile       | 0:0       |                                                       |
| 15.11.2016 | San Juan          | Argentinien | – | Kolumbien   | 3:0 (2:0) |                                                       |
| 23.03.2017 | Barranquilla      | Kolumbien   | – | Bolivien    | 1:0 (0:0) | James (83.)                                           |
| 28.03.2017 | Quito             | Ecuador     | – | Kolumbien   | 0:2 (0:2) | James (20.), Juan Cuadrado (34.)                      |
| 31.08.2017 | San Cristóbal     | Venezuela   | – | Kolumbien   | 0:0       |                                                       |
| 05.09.2017 | Barranquilla      | Kolumbien   | – | Brasilien   | 1:1 (0:1) | Falcao (56.)                                          |
| 05.10.2017 | Barranquilla      | Kolumbien   | – | Paraguay    | 1:2 (0:0) | Falcao (80.)                                          |
| 10.10.2017 | Lima              | Peru        | – | Kolumbien   | 1:1 (0:0) | James (55.)                                           |

#### Abschlusstabelle
| Pl. | Land        | Sp. | S  | U | N  | Tore    | Diff. | Punkte |
| --- | ----------- | --- | -- | - | -- | ------- | ----- | ------ |
| 1.  | Brasilien   | 18  | 12 | 5 | 1  | 041:110 | +30   | 41     |
| 2.  | Uruguay     | 18  | 9  | 4 | 5  | 032:200 | +12   | 31     |
| 3.  | Argentinien | 18  | 7  | 7 | 4  | 019:160 | +3    | 28     |
| 4.  | Kolumbien   | 18  | 7  | 6 | 5  | 021:190 | +2    | 27     |
| 5.  | Peru        | 18  | 7  | 5 | 6  | 027:260 | +1    | 26     |
| 6.  | Chile       | 18  | 8  | 2 | 8  | 026:270 | −1    | 26     |
| 7.  | Paraguay    | 18  | 7  | 3 | 8  | 019:250 | −6    | 24     |
| 8.  | Ecuador     | 18  | 6  | 2 | 10 | 026:290 | −3    | 20     |
| 9.  | Bolivien    | 18  | 4  | 2 | 12 | 016:380 | −22   | 14     |
| 10. | Venezuela   | 18  | 2  | 6 | 10 | 019:350 | −16   | 12     |

## Vorbereitung

### Spiele
| Datum             | Ergebnis | Gegner              | Austragungsort | Kolumbianische Torschützen                                      |
| ----------------- | -------- | ------------------- | -------------- | --------------------------------------------------------------- |
| 10. November 2017 | 1:2      | Südkorea            | Suwon          | Cristián Zapata (76.)                                           |
| 14. November 2017 | 4:0      | Volksrepublik China | Chongqing      | Édgar Pardo (6.), Carlos Bacca (61.), Miguel Borja (66., 90.+1) |
| 23. März 2018     | 3:2      | Frankreich          | Saint-Denis    | Luis Muriel (28.), Falcao (62.), Juan Quintero (85./Elfmeter)   |
| 27. März 2018     | 0:0      | Australien          | London (GBR)   |                                                                 |
| 1. Juni 2018      | 0:0      | Ägypten             | Bergamo (ITA)  |                                                                 |

Anmerkung: Kursiv gesetzte Mannschaften sind nicht für die WM qualifiziert.

### Quartier
Teamquartier war das „Ski Resort Kazan“ in Kasan, wo die Mannschaft im Stadium Sviyaga trainierte.

## Kader
Im Mai wurde ein vorläufiger Kader mit 35 Spielern benannt.
Aus dem vorläufigen Kader wurden Iván Arboleda (Tor), Edwin Cardona, Yimmi Chará, Gustavo Cuéllar, Farid Díaz, Bernardo Espinosa, Teófilo Gutiérrez, Stefan Medina, Giovanni Moreno, Sebastián Pérez, William Tesillo und Duván Zapata gestrichen. Frank Fabra fiel aufgrund eines Kreuzbandrisses aus. und wurde durch Farid Díaz ersetzt.
| Position | Nr. | Name                   | Geburts- datum | Einsätze | Tore | Verein                 | Debüt | Letzter Einsatz | Anzahl der Spiele | Tor | Gelbe Karte | Gelb-Rote Karte | Rote Karte | WM-Teilnahmen | WM-Spiele (vor 2018) | WM-Tore (vor 2018) |
| --- | --- | ---------------------- | -------------- | -------- | ---- | ---------------------- | ----- | --------------- | ----------------- | --- | ----------- | --------------- | ---------- | ------------- | -------------------- | ------------------ |
| Tor | 01  | David Ospina           | 31.08.1988     | 086      | 0    | FC Arsenal             | 2007  | 01.06.2018      | 4                 |     |             |                 |            | 2014          | 5                    | 0                  |
| Tor | 22  | José Fernando Cuadrado | 01.06.1985     | 001      | 0    | Once Caldas            | 2017  | 14.11.2017      |                   |     |             |                 |            |               |                      |                    |
| Tor | 12  | Camilo Vargas          | 09.03.1989     | 005      | 0    | Deportivo Cali         | 2014  | 13.06.2017      |                   |     |             |                 |            | 2014          | 0                    |                    |
| Abwehr | 04  | Santiago Arias         | 13.01.1992     | 041      | 0    | PSV EindhovenM         | 2013  | 01.06.2018      | 4                 |     | 1           |                 |            |               | 3                    | 0                  |
| Abwehr | 18  | Farid Díaz             | 20.07.1983     | 013      | 0    | Olimpia Asuncion       | 2016  | 28.03.2017      |                   |     |             |                 |            |               |                      |                    |
| Abwehr | 13  | Yerry Mina             | 23.09.1994     | 012      | 03   | FC BarcelonaM, P       | 2016  | 01.06.2018      | 3                 | 3   |             |                 |            |               |                      |                    |
| Abwehr | 17  | Johan Mojica           | 21.08.1992     | 004      | 01   | FC Girona              | 2015  | 01.06.2018      | 4                 |     | 1           |                 |            |               |                      |                    |
| Abwehr | 03  | Óscar Murillo          | 18.04.1988     | 013      | 0    | CF Pachuca             | 2016  | 01.06.2018      | 1                 |     |             |                 |            |               |                      |                    |
| Abwehr | 23  | Davinson Sánchez       | 12.06.1996     | 009      | 0    | Tottenham Hotspur      | 2017  | 01.06.2018      | 4                 |     |             |                 |            |               |                      |                    |
| Abwehr | 02  | Cristian Zapata        | 30.09.1986     | 056      | 02   | AC Mailand             | 2007  | 27.03.2018      | 1                 |     |             |                 |            | 2014          | 4                    | 0                  |
| Mittelfeld | 08  | Abel Aguilar           | 06.01.1985     | 071      | 07   | Deportivo Cali         | 2004  | 27.03.2018      | 1                 |     |             |                 |            | 2014          | 3                    | 0                  |
| Mittelfeld | 05  | Wílmar Barrios         | 16.10.1993     | 010      | 0    | Boca JuniorsM          | 2016  | 27.03.2018      | 2                 |     | 2           |                 |            |               |                      |                    |
| Mittelfeld | 11  | Juan Cuadrado          | 26.05.1988     | 070      | 07   | Juventus TurinD        | 2010  | 01.06.2018      | 4                 | 1   | 1           |                 |            | 2014          | 5                    | 1                  |
| Mittelfeld | 16  | Jefferson Lerma        | 25.10.1994     | 005      | 0    | UD Levante             | 2017  | 01.06.2018      | 4                 |     |             |                 |            |               |                      |                    |
| Mittelfeld | 20  | Juan Quintero          | 18.01.1993     | 015      | 02   | River Plate            | 2012  | 01.06.2018      | 4                 | 1   |             |                 |            | 2014          | 3                    | 1                  |
| Mittelfeld | 10  | James                  | 12.07.1991     | 063      | 21   | FC Bayern MünchenM     | 2011  | 01.06.2018      | 3                 |     | 1           |                 |            | 2014          | 5                    | 6                  |
| Mittelfeld | 06  | Carlos Sánchez         | 06.02.1986     | 085      | 0    | Espanyol Barcelona     | 2007  | 01.06.2018      | 3                 |     | 1           |                 | 1          | 2014          | 4                    | 0                  |
| Mittelfeld | 15  | Mateus Uribe           | 21.03.1991     | 008      | 0    | Club América           | 2017  | 01.06.2018      | 3                 |     |             |                 |            |               |                      |                    |
| Sturm | 07  | Carlos Bacca           | 08.09.1986     | 045      | 16   | FC Villarreal          | 2010  | 01.06.2018      | 3                 |     | 1           |                 |            | 2014          | 1                    | 0                  |
| Sturm | 19  | Miguel Borja           | 26.01.1993     | 009      | 02   | Palmeiras São Paulo    | 2017  | 01.06.2018      | 1                 |     |             |                 |            |               |                      |                    |
| Sturm | 09  | Falcao                 | 10.02.1986     | 073      | 29   | AS Monaco              | 2007  | 01.06.2018      | 4                 | 1   | 1           |                 |            |               |                      |                    |
| Sturm | 21  | José Izquierdo         | 07.07.1992     | 005      | 01   | Brighton & Hove Albion | 2017  | 01.06.2018      | 1                 |     |             |                 |            |               |                      |                    |
| Sturm | 14  | Luis Muriel            | 16.04.1991     | 018      | 02   | FC Sevilla             | 2013  | 23.03.2018      | 2                 |     |             |                 |            |               |                      |                    |
| Trainer |     | José Pékerman          | 03.09.1949     |          |      |                        | 2012  |                 |                   |     |             |                 |            | 2006, 2014    | 10                   |                    |
| Stand Einsätze und Tore: 1. Juni 2018, nach dem Spiel gegen Ägypten (Quellen: Kicker Sonderheft WM 2018, Colombia - rsssf.org: Record International Players (Spieler mit mind. 20 Spielen), soccerway.com: Kolumbien) |     |                        |                |          |      |                        |       |                 |                   |     |             |                 |            |               |                      |                    |
| 1. 2. 3. 4. |     |                        |                |          |      |                        |       |                 |                   |     |             |                 |            |               |                      |                    |

## Endrunde

### Gruppenauslosung
Für die Auslosung der Qualifikationsgruppen am 1. Dezember war Kolumbien Topf 2 zugeordnet und konnte daher in eine Gruppe mit Weltmeister Deutschland, Europameister Portugal oder Gastgeber Russland gelost werden. Die Kolumbianer konnten aber keiner der vier anderen südamerikanischen Mannschaften zugelost werden. Die Mannschaft traf in der Gruppe H, der einzigen Gruppe ohne einen Ex- oder aktuellen Weltmeister, auf Japan, Polen und den Senegal.
Auf Japan trafen die Kolumbianer schon im letzten Vorrundenspiel der vorherigen WM und gewannen mit 4:1. Auch in der Vorrunde des FIFA-Konföderationen-Pokal 2003 trafen beide im letzten Spiel aufeinander und Kolumbien gewann mit 1:0. Zudem gab es noch ein torloses Remis in einem Freundschaftsspiel. Gegen die beiden anderen Gegner gab es nur Freundschaftsspiele: gegen Polen vier Siege, ein Remis und zwei Niederlagen; gegen den Senegal ein Sieg und ein Remis.
In Russland hat Kolumbien noch nicht gespielt. Die drei kolumbianischen Spielorte liegen am dichtesten beieinander.

### Spiele der Gruppenphase / Gruppe H
| Pl.                                                                                             | Land      | Sp. | S | U | N | Tore    | Diff. | Punkte |
| ----------------------------------------------------------------------------------------------- | --------- | --- | - | - | - | ------- | ----- | ------ |
| 1.                                                                                              | Kolumbien | 3   | 2 | 0 | 1 | 005:200 | +3    | 06     |
| 2.                                                                                              | Japan     | 3   | 1 | 1 | 1 | 004:400 | ±0    | 04     |
| 3.                                                                                              | Senegal   | 3   | 1 | 1 | 1 | 004:400 | ±0    | 04     |
| 4.                                                                                              | Polen     | 3   | 1 | 0 | 2 | 002:500 | −3    | 03     |
| Anmerkung: Japan mit vier gelben Karten vor Senegal mit sechs gelben Karten (Fair-Play-Wertung) |           |     |   |   |   |         |       |        |

| Di., 19. Juni 2018, 15:00 Uhr (14:00 Uhr MESZ) in Saransk |   |           |           |                                    |
| Kolumbien                                                 | – | Japan     | 1:2 (1:1) | 39′ Quintero                       |
| So., 24. Juni 2018, 21:00 Uhr (20:00 Uhr MESZ) in Kasan   |   |           |           |                                    |
| Polen                                                     | – | Kolumbien | 0:3 (0:1) | 40′ Mina, 70′ Falcao, 75′ Cuadrado |
| Do., 28. Juni 2018, 18:00 Uhr (16:00 Uhr MESZ) in Samara  |   |           |           |                                    |
| Senegal                                                   | – | Kolumbien | 0:1 (0:0) | 74.′ Mina                          |

### Spiele der K.-o.-Runde
| Di., 3. Juli 2018, 21:00 Uhr (20:00 Uhr MESZ) in Moskau (Spartak-Stadion) |   |         |                                 |            |
| Kolumbien                                                                 | – | England | 1:1 n. V. (1:1, 0:0), 3:4 i. E. | 90+3′ Mina |